# Boreosimulium
Boreosimulium is een muggenondergeslacht uit de familie van de kriebelmuggen (Simuliidae). De wetenschappelijke naam van het ondergeslacht is voor het eerst geldig gepubliceerd in 1982 door Rubtsov en Yankovsky (als geslacht).

## Soorten
De volgende soorten zijn bij het geslacht ingedeeld:
- Simulium annae (Rubtsov, 1956)
- Simulium annulus (Lundström, 1911)
- Simulium balteatum Adler, Currie & Wood, 2004
- Simulium canonicolum (Dyar & Shannon, 1927)
- Simulium clarkei Stone & Snoddy, 1969
- Simulium emarginatum Davies, Peterson & Wood, 1962
- Simulium joculator Adler, Currie & Wood, 2004
- Simulium konoi (Takahasi, 1950)
- Simulium olonicum (Usova, 1961)
- Simulium quadratum (Stains & Knowlton, 1943)
- Simulium tokachiense Takaoka, Otsuka & Fukuda, 2006
- Simulium zephyrus Adler, Currie & Wood, 2004
- † Simulium annuliforme (Rubtsov, 1962)
- Simulium arctium (Rubtsov, 1956)
- Simulium baffinense Twinn, 1936
- Simulium crassum (Rubtsov, 1956)
- Simulium johannseni Hart, 1912
- Simulium parmatum Adler, Currie & Wood, 2004
- Simulium rothfelsi Adler, Brockhouse & Currie, 2003